# 萊克莉蓮鎮區 (明尼蘇達州坎迪約希縣)
萊克莉蓮鎮區（英語：Lake Lillian Township）是位於美國明尼蘇達州坎迪約希縣的一個行政鎮區。

## 地方資料
萊克莉蓮鎮區的面積為93.75平方千米，當中陸地面積為92.27平方千米，而水域面積為1.48平方千米。根據2020年美國人口普查的數據，當地共有人口181人，而人口密度為每平方千米1.93人。